# 左旗增十二
狐狸座23，又名BD+27 3666，HD 192806、SAO 88428、HR 7744，是狐狸座的一颗恒星，视星等为4.52，位于銀經67.11，銀緯-4.04，其B1900.0坐标为赤經20h 11m 37.4s，赤緯+27° -4.04′ 26″。